# Главни штаб НОП одреда Босне и Херцеговине
Главни штаб Народноосолободилачких партизанских одреда Босне и Херцеговине је био највиши војни орган који је организовао и командовао јединицама Народноослободилачких партизанских одреда Југославије на подручју Босне и Херцеговине, током Народноосолободилачког рата, од 1941. до 1942. године. Био је потчињен Врховном штабу Народноослободилачких партизанских одреда Југославије. 
Формиран је 13. јула 1941. године на седници Покрајинског комитета КПЈ за Босну и Херцеговину под називом Војно руководство за Босну и Херцеговину. После саветовања у Столицама, преименован је у Главни штаб НОП одреда Босне и Херцеговине. Расформиран је средином 1942. године, а његову улогу преузео је Врховни штаб НОВ и ПОЈ, који се у највећем периоду Народноослободилачке борбе, од јануара 1942. до јуна 1944. године налазио на територији Босне и Херцеговине.

## Историјат
Пре формирања Војног руководства, у мају 1941. године чланови Покрајинског комитета КПЈ за Босну и Херцеговину су у складу са директивама Мајског савтовања ЦК КПЈ формирали Војни комитет који је имао задатак да организује припреме за устанак (сакупљање оружја, муниције и експолизива; формирање оружаних група и др). Чланови Војног комитета били су Угљеша Даниловић, Махмут Бушатлија и Слободан Принцип Сељо. 
Доласком у Босну и Херцеговину 12. јула 1941. године Светозара Вукмановића Темпа, делегата ЦК КПЈ и Главног штаба, формирано је Војно руководство за Босну и Херцеговину. На истом састанку Покрајинског комитета КПЈ за Босну и Херцеговину формирана су и четири Обласна штаба, чији су задатак био да одмах формирају партизанске одреде и започну борбу против окупатора:
- Обласни војни штаб за Босанску крајину,
- Обласни војни штаб за тузланску област,
- Обласни војни штаб за Херцеговину и
- Обласни војни штаб за сарајевску област.

У Штаб за Босанску крајину тада су ушли: Данко Митров, командант; Осман Карабеговић, политички комесар и Миљенко Цвитковић, заменик команданта. У Штаб тузланске области ушли су: Иван Марковић Ирац, командант; Цвијетин Мијатовић Мајо, политички комесар; Пашага Манџић Мурат, заменик команданта; Тодор Вујасиновић и Јосип Јовановић, чланови штаба. У Штабу за Херцеговину био је најпре предвиђен командант др. Сафет Мујић, али је касније за команданта одређен Миро Попара, за политичког комесара одређен је Мустафа Пашић. У Штаб сарајевске области ушли су: Слободан Принцип Сељо, командант и Хасан Бркић, политички комесар.
Ради спровођења одлуке ЦК КПЈ од 4. јула 1941. године „о преласку са саботажа и диверзија на општенародни устанак“, Војно руководство за Босну и Херцеговину упутило је Ђуру Пуцара Старог у Босанску крајину, Угљешу Даниловића у Тузлу, Авду Хума у Херцеговину, док су у Сарајеву остали као Земљаско руководство устанком - Светозар Вукмановић, Иса Јовановић и Бориша Ковачевић. 
После војно-политичког саветовања Главног штаба НОП одреда Југославије одржаног 26. септембра 1941. године у Столицама, код Крупња, Војно руководство за Босну и Херцеговину је преименовано у Главни штаб НОП одреда Босне и Херцеговине. Тада је за команданта Штаба одређен Светозар Вукмановић Темпо, за политичког комесара Родољуб Чолаковић, а за чланове Штаба Угљеша Даниловић, Осман Карабеговић, Слободан Принцип Сељо и Коста Нађ.
После преласка Врховног штаба НОП одреда Југославије у источну Босну, јануара 1942. године, функција Главног штаба НОП одреда Босне и Херцеговине је све мање имала значаја, јер је борбом у Босни и Херцеговини непосредно руководио Врховни штаб. Почетком фебруара 1942. године на подручју БиХ су била формирана три Оперативна штаба, који су били директно потчињени Врховном штабу НОП и ДВЈ: 
- Оперативни штаб за истону Босну,
- Оперативни штаб за западну Босну и
- Оперативни штаб за Херцеговину.

Средином 1942. године Главни штаб НОП одреда Босне и Херцеговине је и званично расформиран. 